# Hesperocyparis forbesii
Hesperocyparis forbesii (лат.) — дерево, вид рода Гесперокипарис (Hesperocyparis) семейства Кипарисовые (Cupressaceae). Встречается на юго-западе Северной Америки в штатах Калифорния (США) и Нижняя Калифорния (Мексика).

## Ботаническое описание

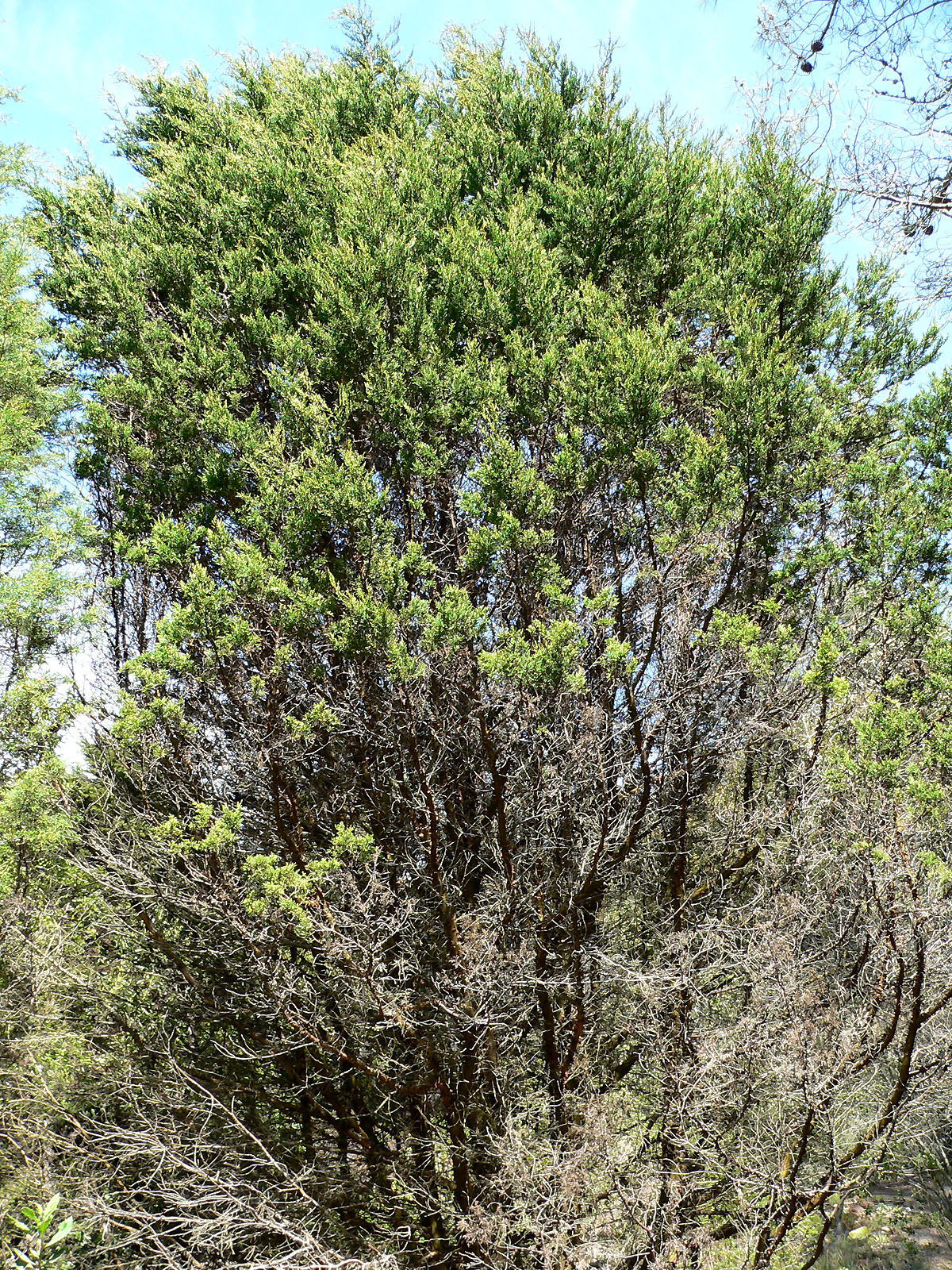
Общий вид растения

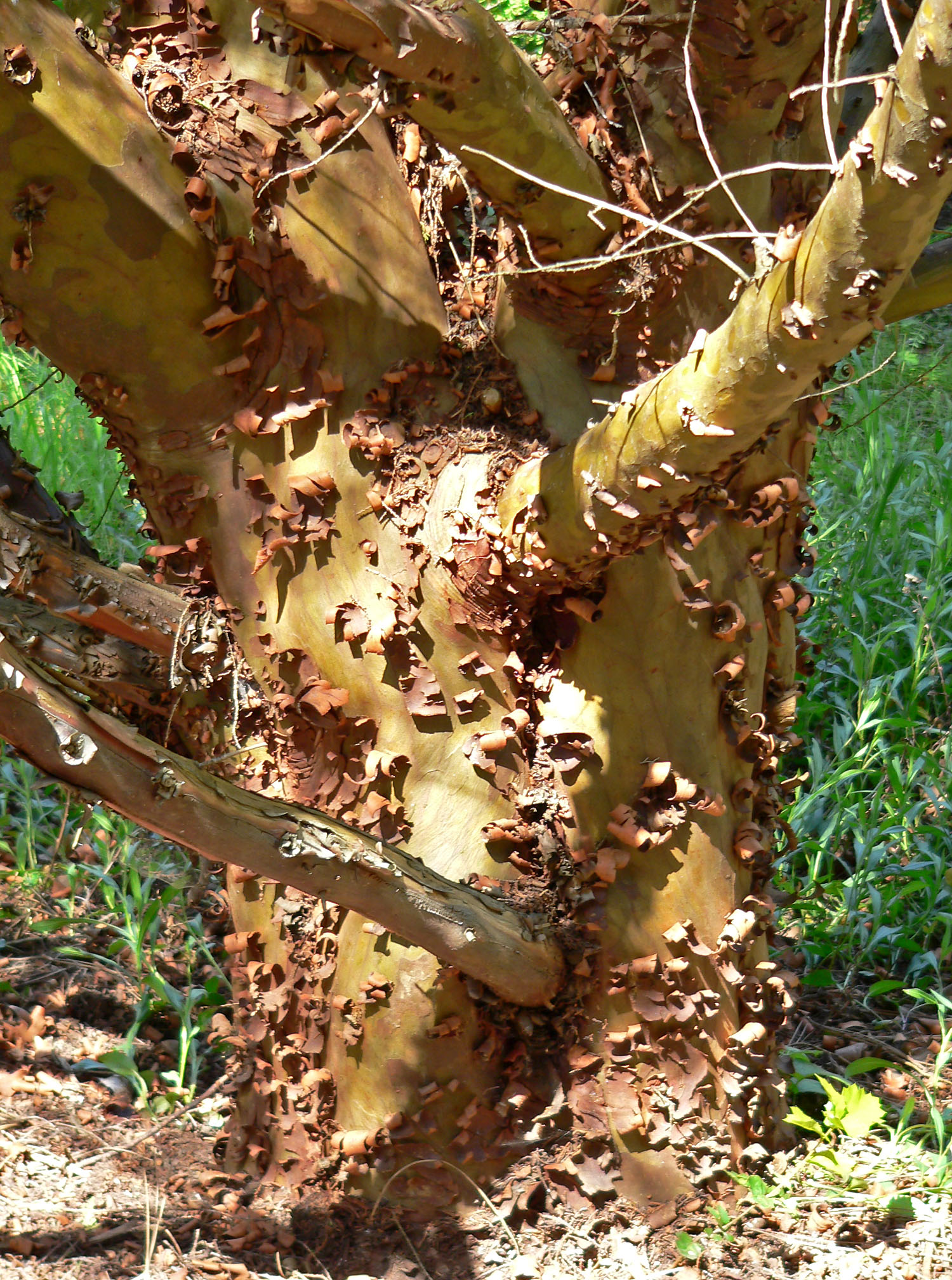
Кора Hesperocyparis forbesii

Cupressus forbesii — дерево до 10 м высотой. Обычно не имеет доминирующего конечного побега, что приводит к образованию многоствольного дерева. Листья от насыщенного светло-зелёного до зелёного цвета. Шишки тёмно-коричневые, 20-32 мм в длину.

## Таксономия
Hesperocyparis forbesii ранее назывался Cupressus forbesii. Ещё ранее его относили к разновидности Cupressus guadalupensis Cupressus guadalupensis var. forbesii. Эта классификация была несколько спорной, так как морфология и молекулярный анализ показали, что Cupressus guadalupensis достаточно сильно генетически отличается от Cupressus forbesii, чтобы оправдать их размещение как разных видов. Cupressus guadalupensis является эндемиком острова Гуадалупе в Нижней Калифорнии в 400 км от ближайшей популяции H. forbesii. Молекулярный анализ также показал, что Cupressus guadalupensis ближе к Cupressus stephensonii.

## Распространение и местообитание
Ареал Hesperocyparis forbesii ограничен горами Санта-Ана в округах Ориндж и Сан-Диего на юге Калифорнии и северной частью штата Нижняя Калифорния, Мексика. Растёт в горном калифорнийском чапаррале и на западе хребта Калифорнийского полуострова. Встречается на высотах 450—1500 м.
Самая северная популяция в округе Ориндж, ареал которой охватывал большую территорию в верхних границах Угольного каньона и на Сьерра-Пик в горах Санта-Ана, сильно пострадал в результате лесного пожара 2006 года.

## Экология
Hesperocyparis forbesii — единственное растение, которым питаются гусеницы редкой разновидности бабочки Callophrys gryneus thornei.

## Культивирование
Кипарис Hesperocyparis forbesii оказался хорошим декоративным деревом, устойчивым к климату прибрежных районов Калифорнии с его  относительно низкими температурами и высокой влажностью, в то время как другие виды кипарисов, такие как Cupressus macnabiana, плохо адаптируются к этим условиям. H. forbesii в Ботаническом саду Сан-Франциско даёт жизнеспособные шишки в возрасте 40 лет.